# Wapen van Oudkarspel

Wapen van de voormalige gemeente Oudkarspel

Het wapen van het Oudkarspel werd op 26 juni 1816 door de Hoge Raad van Adel in gebruik bevestigd aan de gemeente Oudkarspel. Het wapen bleef tot 1941 in gebruik. De gemeente Oudkarspel is toen opgegaan in de fusiegemeente Langedijk. Het wapen van Langedijk voert in een vrijkwartier een zwarte leeuw, deze is afkomstig van Oudkarspel, maar ook van de wapens van Noord- en Zuid-Scharwoude.
De herkomst van het wapen is niet bekend. Volgens het manuscript Schoemaker zou Oudkarspel een gouden wapen voeren met daarop drie zwarte koehoorns, 2 boven en 1 onder. Waar dat wapen zijn oorsprong vindt, is eveneens niet bekend.

## Blazoenering
De blazoenering van het wapen luidt als volgt:
Van keel, beladen met een klimmende leeuw van sabel.
Het wapen is geheel rood van kleur. Op het schild staat een zwarte klimmende leeuw. Omdat het schild en de leeuw beide van een heraldische kleur zijn is dit wapen een raadselwapen, kleur op kleur is in de heraldiek namelijk niet toegestaan.
Abbekerk
· Akersloot
· Andijk
· Ankeveen
· Anna Paulowna
· Assendelft
· Avenhorn
· Barsingerhorn
· Beemster
· Beets
· Bennebroek
· Berkenrode
· Berkhout
· Bijlmermeer
· Blokker
· Bovenkarspel
· Broek in Waterland
· Broek op Langedijk
· Buiksloot
· Bussum
· Callantsoog
· De Rijp
· Egmond
· Egmond aan Zee
· Egmond-Binnen
· Graft
·  Graft-De Rijp
· 's-Graveland
· Groet
· Grootebroek
· Grosthuizen
· Haarlemmerliede
· Haarlemmerliede en Spaarnwoude
· Harenkarspel
· Heerhugowaard
· Hensbroek
· Hoogkarspel
· Hoogwoud
· Ilpendam
· Jisp
· Kalslagen
· Katwoude
· Koedijk
· Koog aan de Zaan
· Kortenhoef
· Krommenie
· Kwadijk
· Langedijk
· Leimuiden
· Limmen
· Marken
· Middelie
· Midwoud
· Monnickendam
· Muiden
· Naarden
· Nederhorst den Berg
· Nibbixwoud
· Niedorp
· Nieuwe Niedorp
· Nieuwendam
· Nieuwer-Amstel
· Noord-Scharwoude
· Noorder-Koggenland
· Obdam
· Oosthuizen
· Opperdoes
· Oterleek
· Oude Niedorp
· Oudendijk
· Oudkarspel
· Oudorp
· Petten
· Ransdorp
· Schardam
· Scharwoude
· Schellingwoude
· Schellinkhout
· Schermer
· Schermerhorn
· Schoorl
· Schoten
· Sijbekarspel
· Sint Maarten
· Sint Pancras
· Sloten
· Spaarndam
· Spaarnwoude
· Spanbroek
· Twisk
· Urk
· Ursem
· Veenhuizen
· Venhuizen
· Warder
· Warmenhuizen
· Waverveen
· Weesp
· Weesperkarspel
· Wervershoof
· Wester-Koggenland
· Westwoud
· Westzaan
· Wieringen
· Wieringermeer
· Wieringerwaard
· Wijdenes
. Wijdewormer
. Wijk aan Zee en Duin
· Wimmenum
· Winkel
· Wognum
· Wormer
· Wormerveer
· Zaandam
· Zaandijk
· Zeevang
· Zijpe
· Zuid-Scharwoude
· Zuid- en Noord-Schermer
· Zwaag

Dorpswapens:
Hauwert
· Volendam
· Zwaagdijk-West